# Лопушна (Польща)
Лопушна (пол. Łopuszna) — село в Польщі, на Лемківщині, у гміні Новий Торг Новотарзького повіту Малопольського воєводства.
Населення — 1640 осіб (2011).

## Демографія
Демографічна структура станом на 31 березня 2011 року:
|          | Загалом | Допрацездатний вік | Працездатний вік | Постпрацездатний вік |
| -------- | ------- | ------------------ | ---------------- | -------------------- |
| Чоловіки | 797     | 199                | 520              | 78                   |
| Жінки    | 843     | 189                | 492              | 162                  |
| Разом    | 1640    | 388                | 1012             | 240                  |